# Eleições legislativas portuguesas de 1983 no distrito de Coimbra
| Eleições legislativas portuguesas de 1983 Distritos: Aveiro \| Beja \| Braga \| Bragança \| Castelo Branco \| Coimbra \| Évora \| Faro \| Guarda \| Leiria \| Lisboa \| Portalegre \| Porto \| Santarém \| Setúbal \| Viana do Castelo \| Vila Real \| Viseu \| Açores \| Madeira \| Estrangeiro |

## Resultados por Concelho
Os resultados nos concelhos do Distrito de Coimbra foram os seguintes:

### Arganil
| Partido                 | Partido                   | Votos  | %               | +/-  |
| ----------------------- | ------------------------- | ------ | --------------- | ---- |
|                         | Partido Social Democrata  | 3 834  | 42,64 / 100,00  | -    |
|                         | Partido Socialista        | 3 185  | 35,42 / 100,00  | 8,98 |
|                         | Centro Democrático Social | 1 031  | 11,47 / 100,00  | -    |
|                         | Aliança Povo Unido        | 346    | 3,85 / 100,00   | 0,42 |
|                         | Outros                    | 301    | 3,35 / 100,00   |      |
| Votos Inválidos         | Votos Inválidos           | 295    | 3,28 / 100,00   | 0,26 |
| Total                   | Total                     | 8 992  | 100,00 / 100,00 |      |
| Eleitorado/Participação | Eleitorado/Participação   | 11 994 | 74,97 / 100,00  | 7,55 |

### Cantanhede
| Partido                 | Partido                   | Votos  | %               | +/-  |
| ----------------------- | ------------------------- | ------ | --------------- | ---- |
|                         | Partido Social Democrata  | 8 808  | 41,79 / 100,00  | -    |
|                         | Partido Socialista        | 7 276  | 34,52 / 100,00  | 9,78 |
|                         | Centro Democrático Social | 3 312  | 15,71 / 100,00  | -    |
|                         | Aliança Povo Unido        | 687    | 3,26 / 100,00   | 0,18 |
|                         | Outros                    | 439    | 2,08 / 100,00   |      |
| Votos Inválidos         | Votos Inválidos           | 556    | 2,63 / 100,00   | 0,01 |
| Total                   | Total                     | 21 078 | 100,00 / 100,00 |      |
| Eleitorado/Participação | Eleitorado/Participação   | 28 635 | 73,61 / 100,00  | 7,27 |

### Coimbra
| Partido                 | Partido                   | Votos   | %               | +/-  |
| ----------------------- | ------------------------- | ------- | --------------- | ---- |
|                         | Partido Socialista        | 37 816  | 45,67 / 100,00  | 7,64 |
|                         | Partido Social Democrata  | 18 194  | 21,97 / 100,00  | -    |
|                         | Aliança Povo Unido        | 13 559  | 16,38 / 100,00  | 1,21 |
|                         | Centro Democrático Social | 8 898   | 10,75 / 100,00  | -    |
|                         | Outros                    | 2 155   | 2,60 / 100,00   |      |
| Votos Inválidos         | Votos Inválidos           | 2 181   | 2,64 / 100,00   | 0,44 |
| Total                   | Total                     | 82 803  | 100,00 / 100,00 |      |
| Eleitorado/Participação | Eleitorado/Participação   | 104 898 | 78,94 / 100,00  | 5,96 |

### Condeixa-a-Nova
| Partido                 | Partido                   | Votos | %               | +/-  |
| ----------------------- | ------------------------- | ----- | --------------- | ---- |
|                         | Partido Socialista        | 3 873 | 51,49 / 100,00  | 9,63 |
|                         | Partido Social Democrata  | 1 725 | 22,93 / 100,00  | -    |
|                         | Aliança Povo Unido        | 905   | 12,03 / 100,00  | 0,97 |
|                         | Centro Democrático Social | 521   | 6,93 / 100,00   | -    |
|                         | Outros                    | 262   | 3,48 / 100,00   |      |
| Votos Inválidos         | Votos Inválidos           | 236   | 3,14 / 100,00   | 0,28 |
| Total                   | Total                     | 7 522 | 100,00 / 100,00 |      |
| Eleitorado/Participação | Eleitorado/Participação   | 9 871 | 76,20 / 100,00  | 6,49 |

### Figueira da Foz
| Partido                 | Partido                   | Votos  | %               | +/-   |
| ----------------------- | ------------------------- | ------ | --------------- | ----- |
|                         | Partido Socialista        | 17 588 | 50,96 / 100,00  | 10,12 |
|                         | Partido Social Democrata  | 6 385  | 18,50 / 100,00  | -     |
|                         | Aliança Povo Unido        | 5 098  | 14,77 / 100,00  | 0,52  |
|                         | Centro Democrático Social | 3 093  | 8,96 / 100,00   | -     |
|                         | Outros                    | 1 110  | 3,22 / 100,00   |       |
| Votos Inválidos         | Votos Inválidos           | 1 240  | 3,59 / 100,00   | 0,59  |
| Total                   | Total                     | 34 514 | 100,00 / 100,00 |       |
| Eleitorado/Participação | Eleitorado/Participação   | 47 120 | 73,25 / 100,00  | 6,07  |

### Góis
| Partido                 | Partido                   | Votos | %               | +/-   |
| ----------------------- | ------------------------- | ----- | --------------- | ----- |
|                         | Partido Socialista        | 1 689 | 48,33 / 100,00  | 16,49 |
|                         | Partido Social Democrata  | 1 070 | 30,62 / 100,00  | -     |
|                         | Centro Democrático Social | 411   | 11,76 / 100,00  | -     |
|                         | Aliança Povo Unido        | 111   | 3,18 / 100,00   | 0,11  |
|                         | Outros                    | 106   | 3,03 / 100,00   |       |
| Votos Inválidos         | Votos Inválidos           | 108   | 3,09 / 100,00   | 0,80  |
| Total                   | Total                     | 3 495 | 100,00 / 100,00 |       |
| Eleitorado/Participação | Eleitorado/Participação   | 5 145 | 67,93 / 100,00  | 8,47  |

### Lousã
| Partido                 | Partido                   | Votos | %               | +/-   |
| ----------------------- | ------------------------- | ----- | --------------- | ----- |
|                         | Partido Socialista        | 4 035 | 53,52 / 100,00  | 14,29 |
|                         | Partido Social Democrata  | 1 888 | 25,04 / 100,00  | -     |
|                         | Centro Democrático Social | 610   | 8,09 / 100,00   | -     |
|                         | Aliança Povo Unido        | 493   | 6,54 / 100,00   | 0,54  |
|                         | Outros                    | 225   | 2,98 / 100,00   |       |
| Votos Inválidos         | Votos Inválidos           | 288   | 3,82 / 100,00   | 0,16  |
| Total                   | Total                     | 7 539 | 100,00 / 100,00 |       |
| Eleitorado/Participação | Eleitorado/Participação   | 9 885 | 76,27 / 100,00  | 6,01  |

### Mira
| Partido                 | Partido                   | Votos | %               | +/-   |
| ----------------------- | ------------------------- | ----- | --------------- | ----- |
|                         | Partido Socialista        | 2 887 | 41,38 / 100,00  | 11,06 |
|                         | Partido Social Democrata  | 2 714 | 38,90 / 100,00  | -     |
|                         | Centro Democrático Social | 812   | 11,64 / 100,00  | -     |
|                         | Aliança Povo Unido        | 205   | 2,94 / 100,00   | 0,69  |
|                         | Outros                    | 168   | 2,41 / 100,00   |       |
| Votos Inválidos         | Votos Inválidos           | 190   | 2,73 / 100,00   | 0,29  |
| Total                   | Total                     | 6 976 | 100,00 / 100,00 |       |
| Eleitorado/Participação | Eleitorado/Participação   | 9 714 | 71,81 / 100,00  | 8,20  |

### Miranda do Corvo
| Partido                 | Partido                   | Votos | %               | +/-  |
| ----------------------- | ------------------------- | ----- | --------------- | ---- |
|                         | Partido Socialista        | 3 136 | 47,40 / 100,00  | 9,77 |
|                         | Partido Social Democrata  | 2 149 | 32,48 / 100,00  | -    |
|                         | Centro Democrático Social | 521   | 7,87 / 100,00   | -    |
|                         | Aliança Povo Unido        | 362   | 5,47 / 100,00   | 0,16 |
|                         | Outros                    | 225   | 3,41 / 100,00   |      |
| Votos Inválidos         | Votos Inválidos           | 223   | 3,37 / 100,00   | 0,17 |
| Total                   | Total                     | 6 616 | 100,00 / 100,00 |      |
| Eleitorado/Participação | Eleitorado/Participação   | 9 006 | 73,46 / 100,00  | 6,23 |

### Montemor-o-Velho
| Partido                 | Partido                   | Votos  | %               | +/-   |
| ----------------------- | ------------------------- | ------ | --------------- | ----- |
|                         | Partido Socialista        | 7 815  | 54,99 / 100,00  | 10,30 |
|                         | Partido Social Democrata  | 2 439  | 17,16 / 100,00  | -     |
|                         | Aliança Povo Unido        | 1 735  | 12,21 / 100,00  | 2,07  |
|                         | Centro Democrático Social | 1 197  | 8,42 / 100,00   | -     |
|                         | UDP-PSR                   | 145    | 1,02 / 100,00   | 1,56  |
|                         | Outros                    | 356    | 2,50 / 100,00   |       |
| Votos Inválidos         | Votos Inválidos           | 525    | 3,69 / 100,00   | 0,20  |
| Total                   | Total                     | 14 212 | 100,00 / 100,00 |       |
| Eleitorado/Participação | Eleitorado/Participação   | 20 563 | 69,11 / 100,00  | 7,85  |

### Oliveira do Hospital
| Partido                 | Partido                   | Votos  | %               | +/-  |
| ----------------------- | ------------------------- | ------ | --------------- | ---- |
|                         | Partido Socialista        | 5 287  | 39,54 / 100,00  | 9,68 |
|                         | Partido Social Democrata  | 5 152  | 38,53 / 100,00  | -    |
|                         | Centro Democrático Social | 1 647  | 12,32 / 100,00  | -    |
|                         | Aliança Povo Unido        | 352    | 2,63 / 100,00   | 0,08 |
|                         | Outros                    | 443    | 3,31 / 100,00   |      |
| Votos Inválidos         | Votos Inválidos           | 491    | 3,67 / 100,00   | 0,38 |
| Total                   | Total                     | 13 372 | 100,00 / 100,00 |      |
| Eleitorado/Participação | Eleitorado/Participação   | 17 771 | 75,25 / 100,00  | 9,68 |

### Pampilhosa da Serra
| Partido                 | Partido                      | Votos | %               | +/-     |
| ----------------------- | ---------------------------- | ----- | --------------- | ------- |
|                         | Partido Social Democrata     | 1 977 | 49,65 / 100,00  | -       |
|                         | Partido Socialista           | 1 089 | 27,35 / 100,00  | 8,83    |
|                         | Centro Democrático Social    | 444   | 11,15 / 100,00  | -       |
|                         | Aliança Povo Unido           | 143   | 3,59 / 100,00   | 0,39    |
|                         | Partido da Democracia Cristã | 41    | 1,03 / 100,00   | Estável |
|                         | Outros                       | 130   | 3,28 / 100,00   |         |
| Votos Inválidos         | Votos Inválidos              | 158   | 3,97 / 100,00   | 0,64    |
| Total                   | Total                        | 3 982 | 100,00 / 100,00 |         |
| Eleitorado/Participação | Eleitorado/Participação      | 6 228 | 63,94 / 100,00  | 13,59   |

### Penacova
| Partido                 | Partido                   | Votos  | %               | +/-   |
| ----------------------- | ------------------------- | ------ | --------------- | ----- |
|                         | Partido Socialista        | 3 553  | 39,46 / 100,00  | 10,24 |
|                         | Partido Social Democrata  | 3 552  | 39,44 / 100,00  | -     |
|                         | Centro Democrático Social | 903    | 10,03 / 100,00  | -     |
|                         | Aliança Povo Unido        | 565    | 6,27 / 100,00   | 0,68  |
|                         | Outros                    | 213    | 2,37 / 100,00   |       |
| Votos Inválidos         | Votos Inválidos           | 219    | 2,43 / 100,00   | 0,60  |
| Total                   | Total                     | 9 005  | 100,00 / 100,00 |       |
| Eleitorado/Participação | Eleitorado/Participação   | 12 674 | 71,05 / 100,00  | 7,48  |

### Penela
| Partido                 | Partido                      | Votos | %               | +/-  |
| ----------------------- | ---------------------------- | ----- | --------------- | ---- |
|                         | Partido Social Democrata     | 2 232 | 50,23 / 100,00  | -    |
|                         | Partido Socialista           | 1 525 | 34,32 / 100,00  | 7,67 |
|                         | Centro Democrático Social    | 236   | 5,31 / 100,00   | -    |
|                         | Aliança Povo Unido           | 176   | 3,96 / 100,00   | 0,37 |
|                         | Partido da Democracia Cristã | 45    | 1,01 / 100,00   | 0,07 |
|                         | Outros                       | 107   | 2,42 / 100,00   |      |
| Votos Inválidos         | Votos Inválidos              | 123   | 2,77 / 100,00   | 0,13 |
| Total                   | Total                        | 4 444 | 100,00 / 100,00 |      |
| Eleitorado/Participação | Eleitorado/Participação      | 6 344 | 70,05 / 100,00  | 7,96 |

### Soure
| Partido                 | Partido                   | Votos  | %               | +/-  |
| ----------------------- | ------------------------- | ------ | --------------- | ---- |
|                         | Partido Socialista        | 7 591  | 59,07 / 100,00  | 9,06 |
|                         | Partido Social Democrata  | 2 602  | 20,25 / 100,00  | -    |
|                         | Aliança Povo Unido        | 1 194  | 9,29 / 100,00   | 1,42 |
|                         | Centro Democrático Social | 569    | 4,43 / 100,00   | -    |
|                         | Outros                    | 396    | 3,09 / 100,00   |      |
| Votos Inválidos         | Votos Inválidos           | 498    | 3,88 / 100,00   | 0,36 |
| Total                   | Total                     | 12 850 | 100,00 / 100,00 |      |
| Eleitorado/Participação | Eleitorado/Participação   | 17 568 | 73,14 / 100,00  | 4,50 |

### Tábua
| Partido                 | Partido                   | Votos  | %               | +/-   |
| ----------------------- | ------------------------- | ------ | --------------- | ----- |
|                         | Partido Socialista        | 2 708  | 37,02 / 100,00  | 11,80 |
|                         | Partido Social Democrata  | 2 699  | 36,90 / 100,00  | -     |
|                         | Centro Democrático Social | 1 139  | 15,57 / 100,00  | -     |
|                         | Aliança Povo Unido        | 275    | 3,76 / 100,00   | 0,38  |
|                         | Outros                    | 223    | 3,05 / 100,00   |       |
| Votos Inválidos         | Votos Inválidos           | 271    | 3,71 / 100,00   | 0,14  |
| Total                   | Total                     | 7 315  | 100,00 / 100,00 |       |
| Eleitorado/Participação | Eleitorado/Participação   | 10 085 | 72,53 / 100,00  | 8,86  |

### Vila Nova de Poiares
| Partido                 | Partido                   | Votos | %               | +/-   |
| ----------------------- | ------------------------- | ----- | --------------- | ----- |
|                         | Partido Socialista        | 1 417 | 40,58 / 100,00  | 11,31 |
|                         | Partido Social Democrata  | 1 387 | 39,72 / 100,00  | -     |
|                         | Aliança Povo Unido        | 225   | 6,44 / 100,00   | 1,28  |
|                         | Centro Democrático Social | 205   | 5,87 / 100,00   | -     |
|                         | Outros                    | 110   | 3,14 / 100,00   |       |
| Votos Inválidos         | Votos Inválidos           | 148   | 4,24 / 100,00   | 0,38  |
| Total                   | Total                     | 3 492 | 100,00 / 100,00 |       |
| Eleitorado/Participação | Eleitorado/Participação   | 5 046 | 69,20 / 100,00  | 7,41  |